# Tabulatortaste

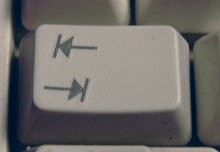
Die Tabulatortaste; standardmäßig neben der „Q“-Taste

Die Tabulatortaste ↹ , abgekürzt Tab, (gelegentlich „Tab-Taste“) ist eine Taste auf einer Tastatur (für Schreibmaschinen und Computer, einschließlich Bildschirmtastaturen).
Im folgenden Artikel wird die Funktion der Tabulatortaste bei Computern beschrieben. Eine Beschreibung des Tabulators und des Dezimaltabulators befindet sich im Artikel Typenhebelschreibmaschine.

## Begriffsherkunft
Der Wortteil „Tabulator“ bezieht sich auf die so benannte Funktion, Texte oder Zahlen in Spalten aufgeteilt sinnvoll fluchtend untereinander anzuordnen (z. B. Tabellen, Rechnungen, Listen). Man unterscheidet dabei zwischen „links ausgerichtet“, „rechts ausgerichtet“, „zentriert“ und „Dezimaltabulator“.

## Beschreibung
Die Tabulatortaste ist auf einer PC-Tastatur mit deutscher/österreichischer Belegung meistens mit zwei waagerecht übereinander liegenden Pfeilen mit je einem Endstrich (↹ ) beschriftet, bei schweizerischer Belegung zusätzlich mit „Tab“. Auf einer Apple-Tastatur wird die Taste durch ein Symbol mit einem nach rechts zeigenden Pfeil und einem Endstrich (⇥) dargestellt.
Sie befindet sich auf Standardtastaturen links oben, oberhalb der Feststelltaste (⇩) und links neben der Q-Taste (Q).

## Funktion
Befehlszeile: Auf der Befehlszeile dient die Tabulatortaste der Befehlszeilenergänzung.
Grafische Shells: Bei vielen Desktop-Umgebungen und Fenstermanagern kann mit einer Tastenkombination wie Alt+↹  ein im Hintergrund liegendes Fenster in den Vordergrund (Fokus) geholt werden. In der Regel kann man mit der Tabulatortaste (beispielsweise in Dialogfenstern) von einem Steuerelement zum nächsten springen. Auch auf Webseiten können Elemente, wie z. B. Links oder Formularfelder, ggf. mit der Tabulatortaste ausgewählt werden. Sie bekommen dann den Eingabefokus und können dann per Zeilenschalter oder Eingabetaste benutzt werden. Ein Programmierer kann die Reihenfolge bestimmen. Mit gedrückter Umschalttaste (⇧) wird die Reihenfolge umgekehrt.
Textverarbeitung: Mit der Tabulatortaste kann man die Schreibmarke (englisch cursor) um einen vorgegebenen Abstand weiterrücken. Diese Funktion der Tabulatortaste ist in den meisten Textverarbeitungen verfügbar. In vielen Programmen, die der Textbearbeitung dienen, wird dazu unmittelbar ein Tabulatorzeichen (ASCII-Code 9) in den Text eingefügt. Andere Programme benutzen hierfür eigene Zeichencodes oder ersetzen den Abstand durch Leerzeichen, was nur bei nichtproportionalen Schriftarten sinnvoll ist. In einer fortgeschritteneren Variante ist man nicht auf gleiche Abstände der anspringbaren Positionen beschränkt, sondern kann sie frei wählen, um z. B. bestimmte Formulargestaltungen zu erreichen. Diese Funktionalitäten waren so auch schon zumindest bei den besseren Schreibmaschinenmodellen verfügbar. Mit gedrückter Umschalttaste (⇧) bewirkt sie in der Regel einen Rückwärts-Tabulatorschritt. Die Position, an der der Cursor beim Betätigen der Tabulatortaste stehen bleibt, wird durch den Tabulatorstopp bzw. Tabstopp festgelegt. Dieser sorgt dafür, dass der Text sich an der Position linksbündig, rechtsbündig oder zentriert ausrichtet.
Dialog: In einem Dialog einer Benutzeroberfläche aktiviert die Tabulatortaste das nächste Steuerelement, zusammen mit der Umschalttaste (Shift) das vorige Steuerelement. Die  Reihenfolge kann durch den Programmierer mit der Taborder festgelegt werden.

## Zeichen
Das allgemein zur Darstellung der Tabulatortaste verwendete Zeichen ↹ hat den Unicode-Codepoint U+21B9, die HTML-Entitäten &#x21B9; (hexadezimal) und &#8633; (dezimal) und den URL Escape Code %E2%86%B9.
Das insbesondere von Apple zur Darstellung der Tabulatortaste verwendete Zeichen ⇥ hat den Unicode-Codepoint U+21E5, die HTML-Entitäten &#x21E5; (hexadezimal) und &#8677; (dezimal) und den URL Escape Code %E2%87%A5.